# Eugène Mélotte
Eugène Mélotte was een Belgisch goudborduurder die in Brussel was gevestigd.
Mélotte was gespecialiseerd in passement en borduurwerk voor het leger. Daarnaast borduurde hij ook vaandels voor broederschappen. Hij was hofleverancier van de prins van Oranje en de Belgische koningin (Louise Marie van Orléans) wier hofleverancier hij was in 1841.

## Prijzen
- Wereldtentoonstelling Londen 1862: gouden medaille.[2]
- Wereldtentoonstelling Parijs 1867: zilveren medaille.[3]

## Bekende werken
- Dendermonde: vaandel van Sint-Jozef, hoofdkerk
- Dendermonde: vaandel van schuttersgilde, vleeshuis
- Gent: vaandel van tehuis Leieland (wezengesticht)
- Peissant: vaandel van Jeunesse de Peissant, église Saint-Martin
- Hingene: vaandel van zangmaatschappij Sint-Cecilia